# Grabowhöfe
Grabowhöfe ist eine Gemeinde im Landkreis Mecklenburgische Seenplatte in Mecklenburg-Vorpommern (Deutschland). Sie wird vom Amt Seenlandschaft Waren mit Sitz in der nicht amtsangehörigen Stadt Waren (Müritz) verwaltet.

## Geografie
Grabowhöfe liegt zwischen der Mecklenburgischen Schweiz und der Mecklenburgischen Seenplatte. Im äußersten Nordwesten der Gemeinde befindet sich der Tiefe See und die Südspitze des Flachen Sees.
Ortsteile
- Baumgarten
- Grabowhöfe
- Louisenfeld
- Panschenhagen
- Sommerstorf
- Sophienhof
- Vielist

## Geschichte
Grabowhöfe wurde erstmals 1338 in einem Brief des Fürsten Nikolaus II. von Werle als Grabow mit 27 Höfen urkundlich erwähnt. Der Name Grabow kommt aus dem Slawischen und bedeutet so viel wie Hainbuchenort. Um den Ort von anderen Orten namens Grabow zu unterscheiden, nannte man ihn ab dem 18. Jahrhundert Grabowhöfe. Nach dem Dreißigjährigen Krieg wurde das Dorf nach verschiedenen Besitzwechseln Besitz derer von Hahn. Der Graf Friedrich von Hahn baute um 1800 ein heute noch vorhandenes Fachwerkgutshaus. Im Jahre 1886 erhielt der Ort eine Bahnstation. Mitte der 1930er Jahre wurden Teile des Gutes an eine Siedlungsgesellschaft verkauft und aufgesiedelt. 1937 wurden Bauern der Sundischen Wiese nach Grabowhöfe zwangsumgesiedelt. Ihre Rinderherden die Brackwasser auf dem Zingst zu saufen gewöhnt waren starben. Das restliche Gut wurde nach der Bodenreform an Neubauern vergeben. 1955 entstand eine LPG. Die Gemeinde wurde dann zu einem Zentraldorf entwickelt und erhielt dadurch eine große Schule und einige Plattenbauten.
Louisenfeld wurde erstmals 1878 im Staatskalender von Mecklenburg-Schwerin genannt.
Sommerstorf wurde 1289 erstmals urkundlich erwähnt. Die Dorfkirche stammt aus der Zeit um 1300, der Turm und die südliche Vorhalle vom Anfang des 15. Jahrhunderts.
Vielist wurde 1264 erstmals urkundlich erwähnt. Die Feldsteinkirche stammt aus dem Anfang des 13. Jahrhunderts und erhielt um 1700 den Turmaufsatz. Das Gutshaus stammt von um 1789. Vielist wurde 2013 nach Grabowhöfe eingemeindet und das bisherige Ortswappen von Vielist wurde zum neuen Gemeindewappen von Grabowhöfe.

## Politik

### Gemeindevertretung und Bürgermeister
Der Gemeinderat besteht (inkl. Bürgermeister) aus zehn Mitgliedern. Die Wahl zum Gemeinderat am 26. Mai 2019 hatte folgende Ergebnisse:
| Partei/Bewerber | Prozent | Sitze |
| --------------- | ------- | ----- |
| CDU             | 100,00  | 10    |

Bürgermeister der Gemeinde ist Enrico Malow (CDU), er wurde mit 94,42 % der Stimmen gewählt.

### Wappen
| Wappen von Grabowhöfe | Blasonierung: „Unter blauem Schildhaupt, darin ein herfliegendes silbernes Segelflugzeug, in Gold ein rotes Zahnrad belegt mit einer goldenen Ähre.“ |
| Wappen von Grabowhöfe | Wappenbegründung: Das Wappen ist bereits 2007 gestaltet, wurde der damaligen Gemeinde Vielist am 30. März 2007 durch das Ministerium des Innern genehmigt und unter der Nr. 310 der Wappenrolle des Landes Mecklenburg-Vorpommern registriert. Dieses Wappen wurde bis zum 31. Dezember 2012 von der eingemeindeten Gemeinde Vielist als Hoheitszeichen geführt. Somit verlor zunächst das 2007 genehmigte Wappen zum 1. Januar 2013 durch die Eingemeindung seinen Status als Hoheitszeichen. Da seine Symbolik und Tingierung auch für die aufnehmende Gemeinde repräsentativ sind und die Möglichkeit besteht das ehemalige Hoheitszeichen einer in ihr aufgegangenen Kommune weiterführen zu können, wurde das bisherige Hoheitszeichen von Vielist zum neuen Gemeindewappen von Grabowhöfe. In dem Wappen steht das Segelflugzeug für den 1966/67 errichteten Flugplatz Waren/Vielist und die dort seither betriebene Sportfliegerei sowie für die dort erfolgten Rundflüge. Mit dem Zahnrad wird Bezug genommen auf die in neuerer Zeit erfolgte Ansiedlung gewerblicher Unternehmen, wie ein Stahlbaubetrieb und Betriebe des Hoch-, Tief- und Straßenbaus. Die Ähre verweist auf den traditionellen Haupterwerbszweig der Einwohner, die Landwirtschaft. Das Wappen und die Flagge wurde von dem Schweriner Heraldiker Heinz Kippnick gestaltet. Es wurde zusammen mit der Flagge am 30. März 2013 durch das Ministerium des Innern genehmigt und unter der Nr. 346 der Wappenrolle des Landes Mecklenburg-Vorpommern registriert. |

### Flagge

Die Flagge ist gleichmäßig längs gestreift von Gelb und Blau. In der Mitte des Flaggentuchs liegt, auf jeweils zwei Drittel der Höhe des gelben und des blauen Streifens übergreifend, das Gemeindewappen. Die Höhe des Flaggentuchs verhält sich zur Länge wie 3:5.

### Dienstsiegel
Das Dienstsiegel zeigt das Gemeindewappen mit der Umschrift „GEMEINDE GRABOWHÖFE • LANDKREIS MECKLENBURGISCHE SEENPLATTE“.

## Sehenswürdigkeiten und Kultur
- Dorfkirche Sommerstorf: Gotische Backsteinbau aus der zweiten Hälfte des 13. Jahrhunderts.
- Vielister Kirche: Feldsteinkirche aus dem 13. Jahrhundert
- Gemeindehaus Grabowhöfe als kulturelles Zentrum
- Gutshaus Louisenfeld, Backsteinbau von 1870
- Gutshaus Panschenhage von um 1876, nach 1989 Töpfergut Panschenhagen
- Gutshaus Vielist (Wirtschaftshaus): Unsanierter, eingeschossiger, 17-achsiger, rotsteinsichtiger Fachwerkbau von ab 1789 auf sehr alten Kellern;  Giebelsanierung von um 1850
- Bronzezeitliches Hügelgrab in Louisenfeld
- Frühdeutscher Turmhügel aus dem 14. Jahrhundert in Louisenfeld
- Slawischer Burgwall aus dem 10. Jahrhundert bei Grabowhöfe

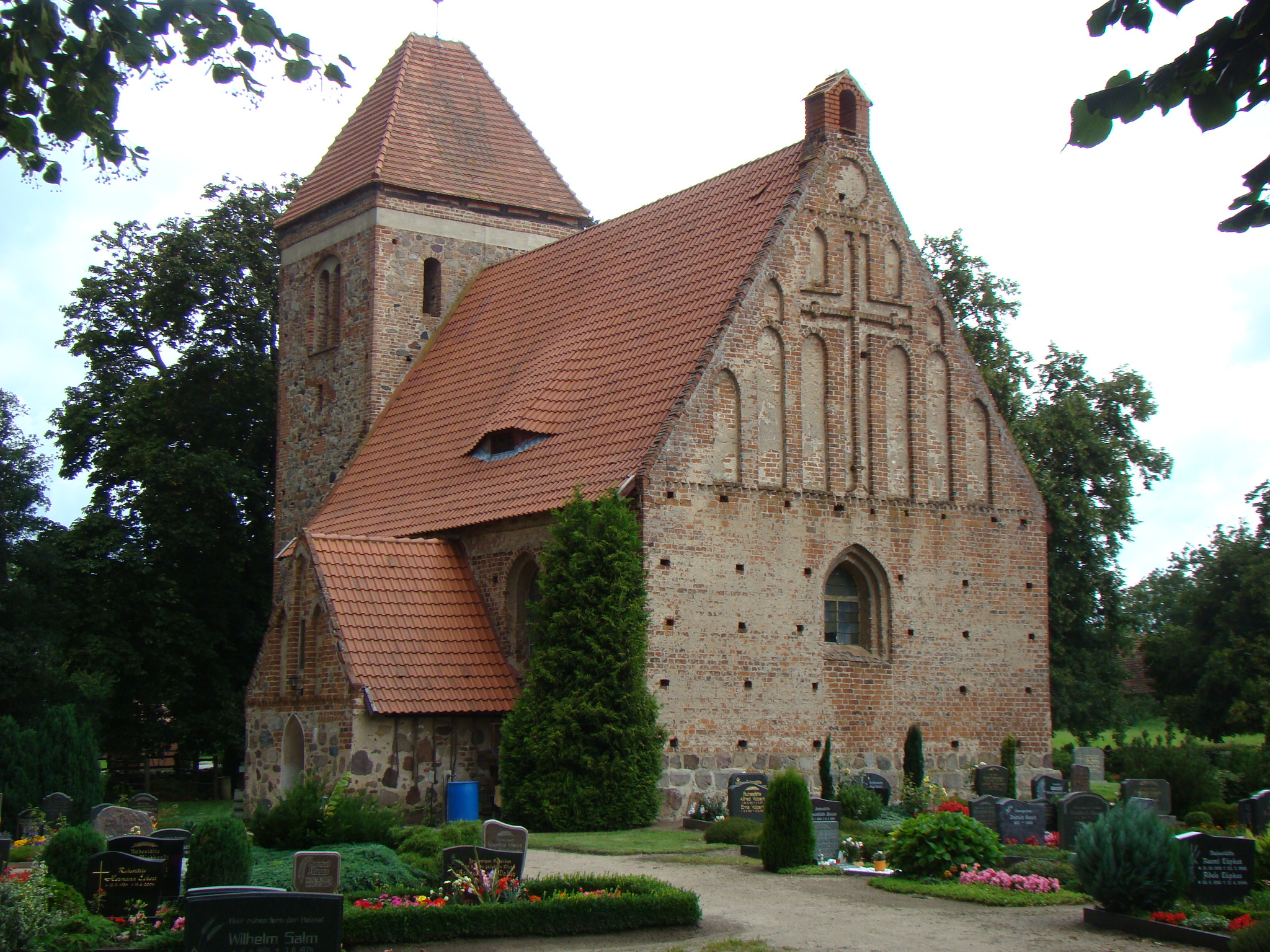
Dorfkirche Sommerstorf
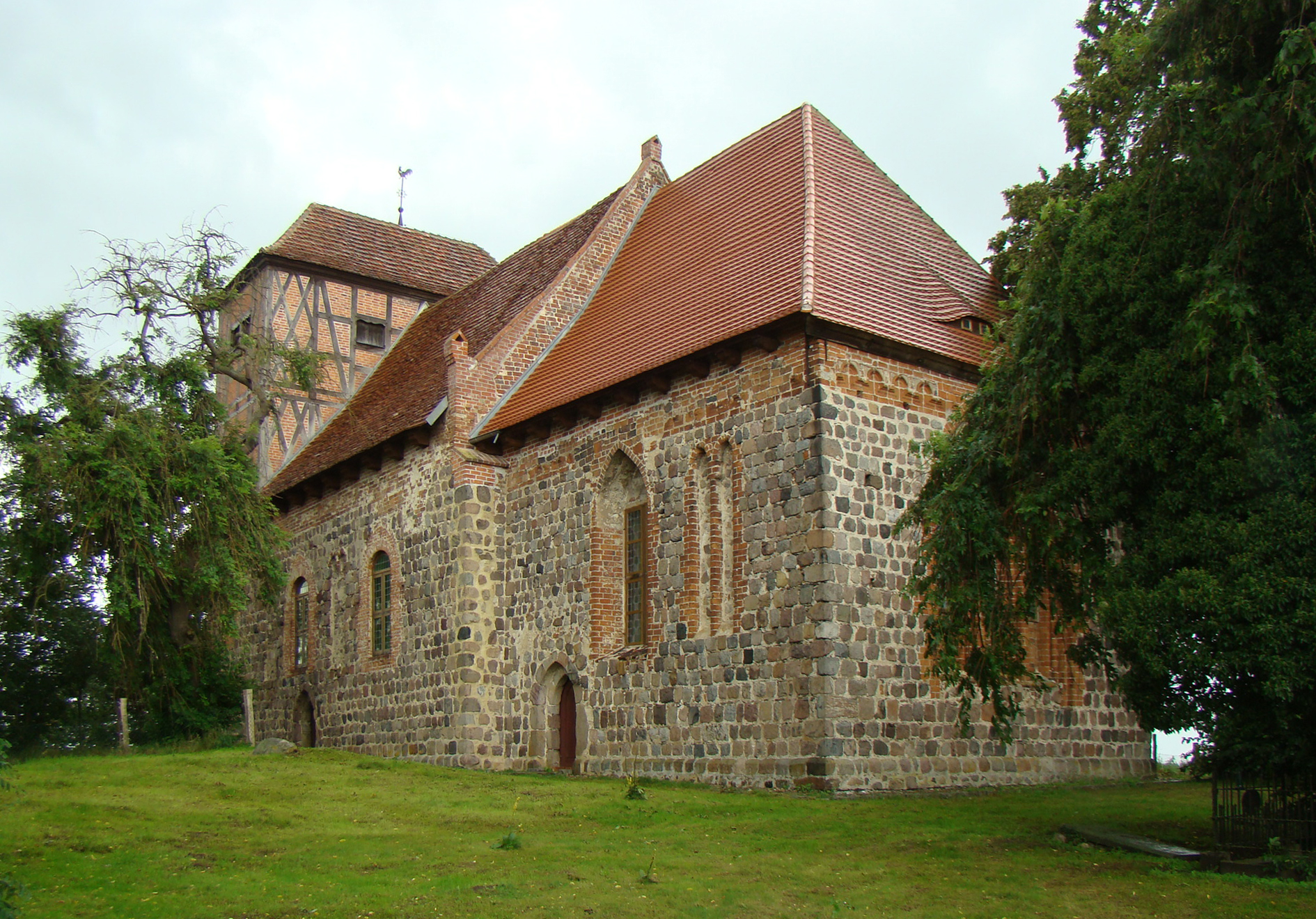
Kirche Vielist
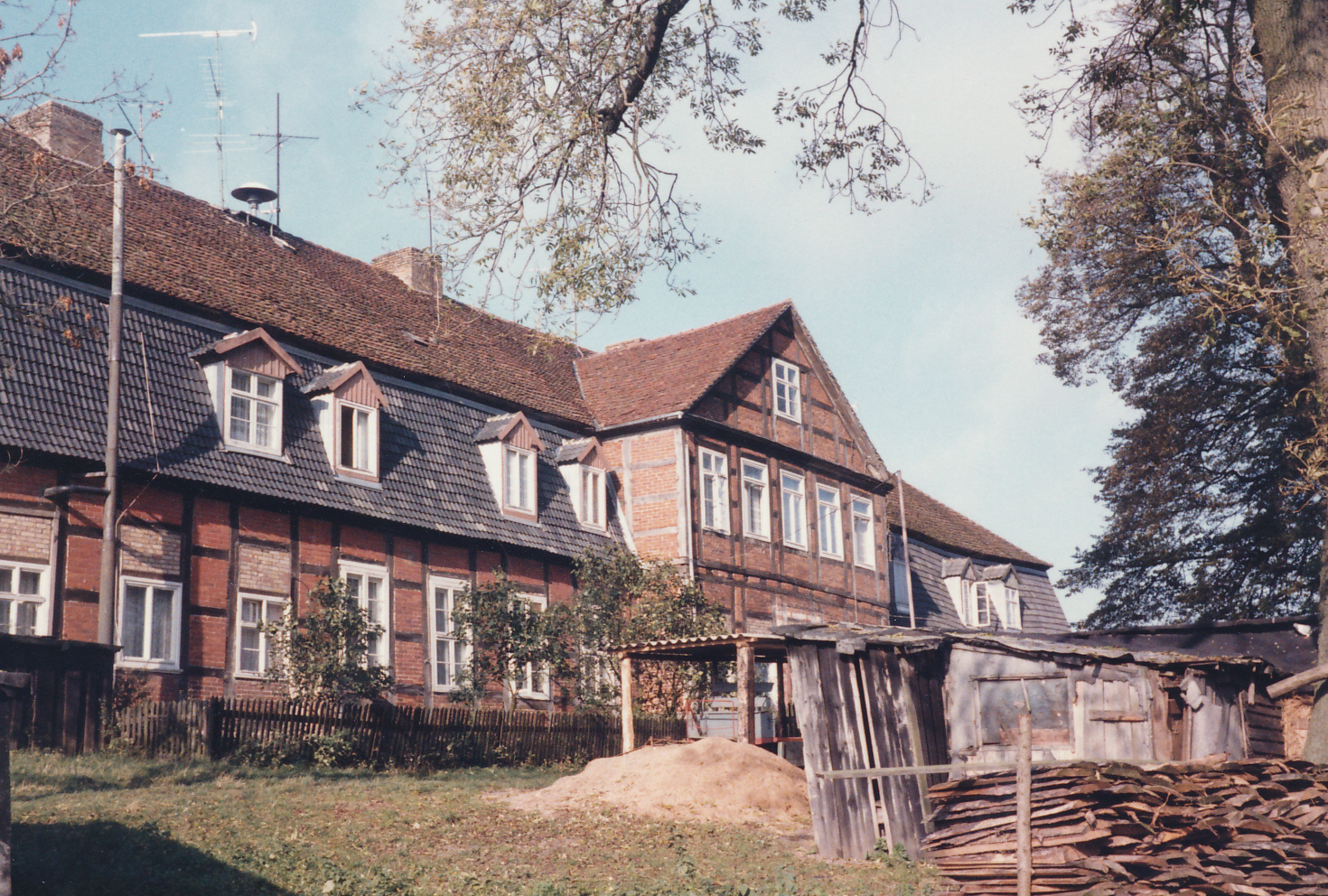
Gutshaus Vielist

## Verkehr
Grabowhöfe liegt an der Bahnstrecke Neustrelitz–Warnemünde. Hier gibt es einen Betriebsbahnhof, hier halten seit 1999 keine Personenzüge mehr. Im Osten des Gemeindegebiets liegt der Flugplatz Waren/Vielist.

## Persönlichkeiten
- Friedrich Graf von Hahn (* 1804 in Grabowhöfe; † 1859 in Berlin), Gutsbesitzer, Pferdezüchter und Reiter